# 缺刻圆方蟹
缺刻圆方蟹（学名：Cyclograpsus incisus）为方蟹科圆方蟹属的动物。在中国大陆，分布于广东等地，生活环境为海水，多生活于潮间带浅水中。